# Station Labouheyre
Station Labouheyre is een spoorwegstation in de Franse gemeente Labouheyre.